# Synema plorator
Synema plorator là một loài nhện trong họ Thomisidae.
Loài này thuộc chi Synema. Synema plorator được Octavius Pickard-Cambridge miêu tả năm 1872.